# Dennis Hedström
Dennis Hedström (* 24. Juli 1987) ist ein schwedisch-isländischer Eishockeytorwart, der seit 2021 bei den Nordic Vikings Majadahonda in der spanischen Superliga unter Vertrag steht. Sein Bruder Robin Hedström ist ebenfalls isländischer Nationalspieler.

## Karriere
Dennis Hedström begann seine Karriere als Eishockeytorwart in der Nachwuchsabteilung des damaligen schwedischen Zweitligisten Växjö Lakers Hockey, für den er es sowohl im U-18- als auch im U-20-Bereich bis in die zweithöchste schwedische Jugendklasse schaffte. Von 2006 bis 2012 spielte er vor allem für verschiedene unterklassige schwedische Vereine, wo es ihn jedoch nie länger als ein Jahr hielt, aber auch in Island, Österreich und Frankreich. Mit Vimmerby Hockey gelang ihm 2011 der Aufstieg in die schwedische Division 1, die dritthöchste Spielklasse des Landes. Von 2012 bis 2014 stand er beim südschwedischen Åseda IF im Tor, mit dem er 2013 aus der Division 3 in die Division 2 aufstieg. Nachdem er die Spielzeit 2014/15 beim Ljungby HK ebenfalls in der Division 2 verbracht hatte, wechselte er zum Bäcken HC, der auch in dieser Spielklasse antritt. Bereits im Oktober 2015 zog er weiter zum Göteborgs IK aus der Division 3. Seit 2021 spielt er für die Nordic Vikings Majadahonda in der spanischen Superliga.

### International
Obwohl er bisher überwiegend für schwedische Vereine aktiv war und überhaupt nur ein Jahr in Island auf dem Eis stand, spielte Dennis Hedström stets in der isländischen Nationalmannschaft. Er spielte bei den Weltmeisterschaften 2008, 2009, 2010, 2011, 2012, 2013, 2014, 2015, 2016, 2017, 2018, als er zum besten Spieler seiner Mannschaft gewählt wurde, und 2019, als er mit dem geringsten Gegentorschnitt zum besten Torwart des Turniers gewählt wurde, jeweils in der Division II. Dabei erreichte er 2009 die beste und 2015 die zweitbeste Fangquote aller Torhüter des Turniers. 2010, 2011, 2014 und 2019 erreichte er jeweils die drittbeste Fangquote. Zudem vertrat er seine Farben bei der Olympiaqualifikation für die Winterspiele in Peking 2022.

## Erfolge und Auszeichnungen
- 2006 Aufstieg in die J20 Elit mit Växjö Lakers Hockey
- 2011 Aufstieg in die Division 1 mit Vimmerby Hockey
- 2013 Aufstieg in die Division 2 mit dem Åseda IF

### International
- 2009 Beste Fangquote bei der Weltmeisterschaft der Division II, Gruppe A
- 2019 Bester Torhüter der Weltmeisterschaft der Division II, Gruppe B
- 2019 Geringster Gegentorschnitt bei der Weltmeisterschaft der Division II, Gruppe B